# Diocesi di Molicunza
La diocesi di Molicunza (in latino Dioecesis Molicunzensis) è una sede soppressa e sede titolare della Chiesa cattolica.

## Storia
Molicunza, forse identificabile con le rovine di Makou nell'odierna Algeria, è un'antica sede episcopale della provincia romana della Mauritania Sitifense.
Unico vescovo conosciuto di questa diocesi africana è Romano, il cui nome appare al 27º posto nella lista dei vescovi della Mauritania Sitifense convocati a Cartagine dal re vandalo Unerico nel 484; Romano, come tutti gli altri vescovi cattolici africani, fu condannato all'esilio.
Dal 1933 Molicunza è annoverata tra le sedi vescovili titolari della Chiesa cattolica; dal 13 marzo 2001 il vescovo titolare è Agnelo Rufino Gracias, già vescovo ausiliare di Bombay.

## Cronotassi

### Vescovi residenti
- Romano † (menzionato nel 484)

### Vescovi titolari
- Henri Piérard, A.A. † (17 maggio 1966 - 27 aprile 1973 dimesso)
- Tomás Ángel Romero Gross, O.P. † (5 luglio 1973 - 28 febbraio 1990 deceduto)
- Cyprian Monis (26 marzo 1994 - 24 ottobre 1997 nominato vescovo di Asansol)
- Rémi Joseph Gustave Sainte-Marie, M.Afr. † (14 febbraio 1998 - 7 settembre 2000 nominato vescovo di Dedza)
- Agnelo Rufino Gracias, dal 13 marzo 2001